# Marija Zacharowa
Marija Władimirowna Zacharowa (ros. Мария Владимировна Захарова; ur. 24 grudnia 1975 w Moskwie) – rosyjska polityk, od 2015 dyrektor Departamentu Informacji i Prasy Ministerstwa Spraw Zagranicznych Federacji Rosyjskiej.
Posiada stopień kandydata nauk historycznych, rosyjski odpowiednik doktoratu.

## Życiorys
Urodzona w Moskwie w rodzinie dyplomatów, większość swojego dzieciństwa spędziła w Pekinie, gdzie jej ojciec pracował w ambasadzie Rosji. W 1998 ukończyła studia w Moskiewskim Państwowym Instytucie Stosunków Międzynarodowych. W latach 2005–2008 kierowała służbą prasową Stałej Misji Dyplomatycznej Rosji przy ONZ. Od 2011 na stanowisku wiceprzewodniczącej wydziału prasowego Ministerstwa Spraw Zagranicznych. W 2015 objęła stanowisko dyrektora biura informacji i prasy rosyjskiego MSZ. 